# Сияние Севера
Сияние Севера — магистральный газопровод, проложенный по территории России.

## История
Строительство газовой системы «Сияние Севера» совпало с началом освоения Вуктыльского газоконденсатного месторождения.
3 марта 1967 года сварщики СУ-6 сварочного треста «Щёкингазстрой» сделали на трубе надпись: «Первый стык газопровода диаметром 1200 мм». В мае 1967 года Совет министров СССР принял постановление «Об усилении геологоразведочных работ на газ, организации добычи природного газа на Вуктыльском месторождении в Коми АССР и о строительстве магистрального газопровода с этого месторождения в районы Центра и Северо-Запада».
В феврале 1968 года строительство МГ «Сияние Севера» было объявлено Всесоюзной ударной комсомольской стройкой. Был построен не только газопровод, но и город Вуктыл. Первая очередь состояла из двух участков газопровода разного диаметра: от Вуктыла до Ухты 1020 мм и от Ухты до Торжка 1220 мм. Общая протяжённость газопровода составляла 1388 километров.

## Сегменты
Газопровод включает четыре ветки:
- Ухта — Грязовец — Торжок (диаметр труб 1220 мм);
- Вуктыл — Ухта — Торжок (диаметр труб 1420 мм);
- Пунга — Ухта — Торжок (диаметр труб 1420 мм);
- Уренгой — Ухта — Грязовец

## Экспорт
По газопроводу «Сияние Севера» осуществляются экспортные поставки в Белоруссию, Украину, Польшу, Литву, а также транзит газа в Калининградскую область.
Данный газопровод соединяется с ГТС Белоруссии. Его продолжением является газопровод Торжок — Минск — Ивацевичи (три нитки, диаметр труб 1220 мм) и его ответвления:
- двухниточный магистральный газопровод Ивацевичи — Долина диаметром 1220 мм;
- магистральный газопровод Кобрин — Брест — госграница диаметром 1020 мм;
- магистральный газопровод Минск — Вильнюс диаметром 1220 мм;
- магистральный газопровод Торжок — Долина диаметром 1420 мм;
- газопровод Волковыск — госграница диаметром 273 мм.

Объём поставок в страны Европы — 7,1 млрд. м³ в год.
В Грязовце от «Сияния Севера» ответвляется магистральный газопровод «Грязовец — Выборг», продолжением которого является экспортный газопровод «Северный поток».